# Overhagen
Het kasteel Overhagen stond in het Nederlandse dorp Velp, provincie Gelderland.

## Geschiedenis
In 892 schonk graaf Walto een hoeve, gelegen in het gebied van het latere Overhagen, aan de abdij van Laresham. Het was de verwachting dat de abdij hier een kerk zou bouwen, maar dat gebeurde niet. Op Overhagen ontstond wel een kasteel. Van 1076 tot 1371 was Overhagen in bezit van het Utrechtse kapittel van Sint Pieter.

### Johan Mompelier
De oudste vermelding van dit kasteel dateert uit 1373: de Arnhemse stadsrekeningen vermelden Johan Mompelier als leenman van Gelre. Mompelier had banden met het hof van de hertog van Gelre. Dat kwam hem goed uit toen hij in 1373 door de stad Zutphen gevangen werd genomen nadat hij inwoners had beroofd. Dankzij tussenkomst van de hertog werd Mompelier weer vrijgelaten. In 1381 gaf hertog Willem van Gulik het recht aan Mompelier om bij Overhagen een molen te bouwen.
In 1401 verkocht Mompelier het kasteel aan Johan de Cocq van Opijnen, die het in 1435 overdeed aan Gijsbert van Meekeren.

### Van Wisch
Al in 1436 verkocht Gijsbert van Meekeren het kasteel Overhagen aan Hendrik van Wisch. Diens nazaten zouden Overhagen nog een eeuw in eigendom hebben.
In de strijd tussen Adolf van Egmond en zijn zoon Adolf om de hertogstitel, werd Overhagen in 1466 door Adolf bezet. Zijn oom Willem deed een poging om Overhagen in te nemen, maar dat mislukte.

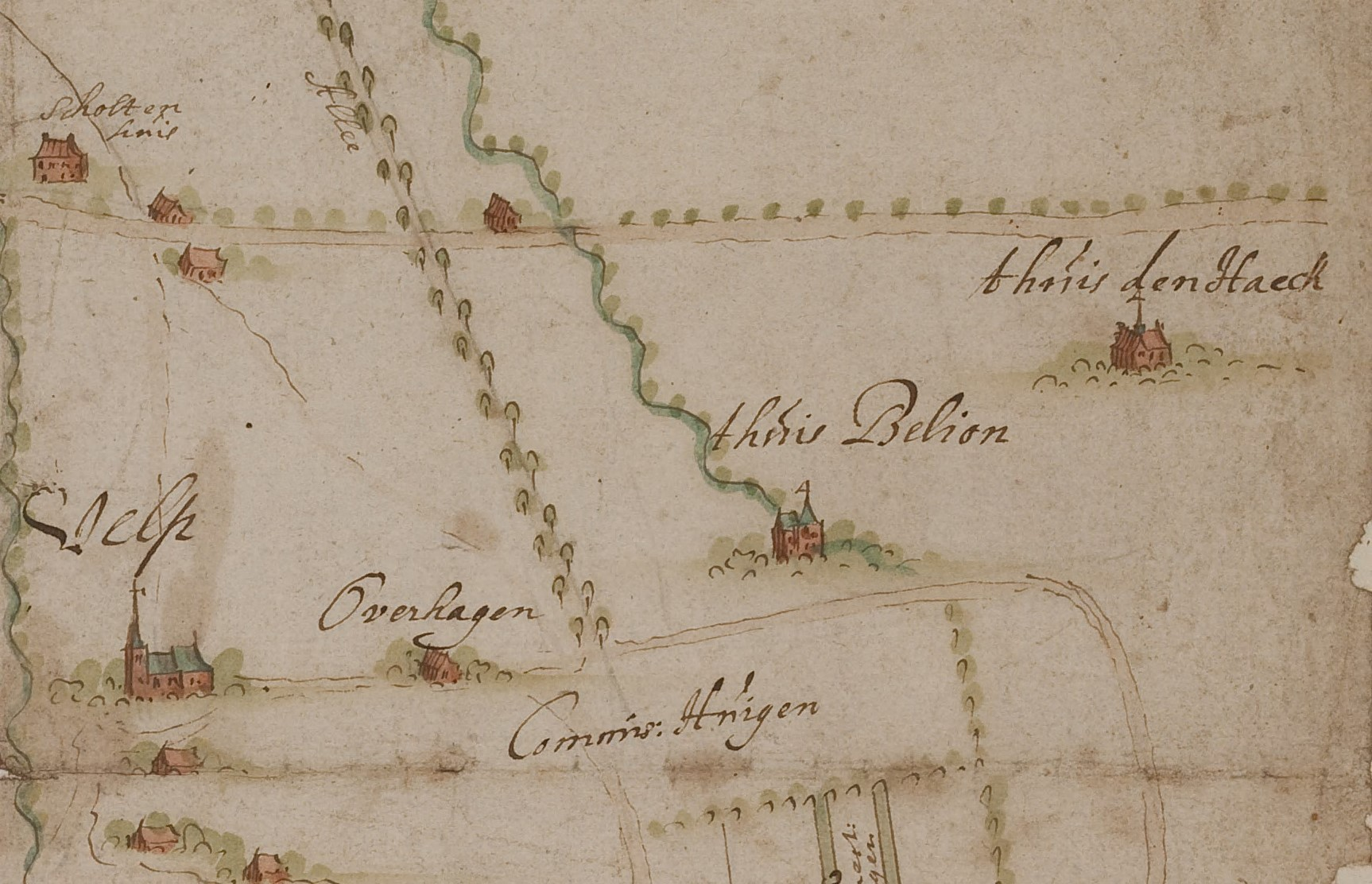
De huizen Overhagen, Nederhagen en Biljoen bij Velp (1650)

Begin 16e eeuw was Gijsbert van Wisch eigenaar van zowel Overhagen als het nabijgelegen Nederhagen, waar hij woonde met zijn onwettige echtgenote Catharine van Wreeden en hun kinderen Agnes, Gijsbert en Johan. Toen hij in 1525 overleed, liet hij Nederhagen na aan zijn dochter en Overhagen aan zijn weduwe en hun twee zoons. Kennelijk is er met Joachim van Wisch, een neef van Gijsbert, een schikking getroffen, want hij bleek hierna de eigenaar te zijn van Overhagen.
Joachim en hertog Karel van Gelre waren elkaars vijanden en dat leidde ertoe dat Karel in 1530 het kasteel Overhagen verwoestte. De stenen van het verwoeste kasteel zouden zijn hergebruikt bij de bouw van het naastgelegen kasteel Biljoen. Kort voor zijn dood in 1538 gaf Karel Overhagen weer terug aan Joachim.

### Hendrik van Nassau-Siegen
In 1544 stierf Joachim. Via zijn zuster Ermgard van Limburg Stirum kwam Overhagen in handen van Joost van Limburg Stirum. Het goed Overhagen vererfde binnen de familie Van Limburg Stirum totdat Hendrik graaf van Nassau-Siegen het via zijn huwelijk met Maria Magdalena van Limburg-Stirum in bezit kreeg. Hendrik ruilde in 1651 enkele gronden met het St. Catharina Gasthuis, waardoor het mogelijk werd om tussen kasteel Rosendael en Overhagen de noord-zuidverbinding Graven Allee aan te leggen. Het is niet duidelijk of deze laan onderdeel was van een groter plan. Hendrik overleed al in 1652, waarna zijn weduwe het goed weer terug in eigendom kreeg. Zij stond Overhagen in 1657 af aan haar vader George Ernst, die het een jaar later doorverkocht aan de burgemeester van Wageningen, Everhard Huygens.

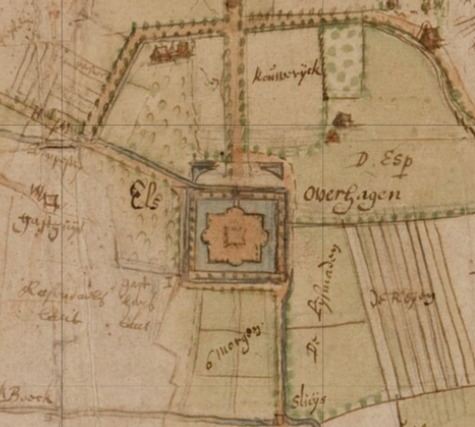
Overhagen op een kaart uit 1651-1653

### Van Spaen
Na de dood van Everhard in 1675 kreeg zijn zoon Willem het goed Overhagen in bezit, die het in 1700 weer naliet aan Everhard Huygens. Deze laatste verkocht wegens geldproblemen in 1707 Overhagen aan Frederik Willem van Spaen, de eigenaar van het naastgelegen kasteel Biljoen. Het gebouw dat eind 17e eeuw door Huygens op de noordzijde van het lege kasteelterrein was geplaatst, werd door de familie Van Spaen gebruikt als tuinmanswoning voor Biljoen. Het kasteelterrein werd een kwekerij.
Vanaf 1780 werd het gebied rondom Overhagen aangepast toen de familie Van Spaen een nieuwe parkaanleg rondom Biljoen realiseerde. Het zuidelijke deel van de Graven Allee werd vervangen door de Van Spaenallee, een oost-westverbinding tussen Velp en Biljoen. Van de Graven Allee is het noordelijke deel behouden gebleven als Biesdelselaan.
De laatste eigenaar uit de familie Van Spaen was Alexander Jacob van Spaen, die 1848 kinderloos overleed. Zijn zus Justine en haar echtgenoot Johan Frederik Willem Karel baron van Hardenbroek namen Overhagen nu in bezit.

### Lüps
In 1867 werd Overhagen verkocht aan de Duitse industrieel Johann Heinrich Wilhelm Lüps, tevens eigenaar van kasteel Biljoen. Zijn nazaten behielden de goederen tot in de 21e eeuw in eigendom, waarna de Stichting Geldersch Landschap en Kasteelen het terrein overnam. Op Overhagen was tot 2015 een kwekerij gevestigd.
Tijdens de Tweede Wereldoorlog liep het huis op Overhagen grote schade op, waarna in 1947 herbouw volgde in 17e-eeuwse, historiserende stijl.
In 2017, 2018 en 2021 vond archeologisch onderzoek plaats, waarbij onder andere de 1,2 meter dikke muren werden teruggevonden.

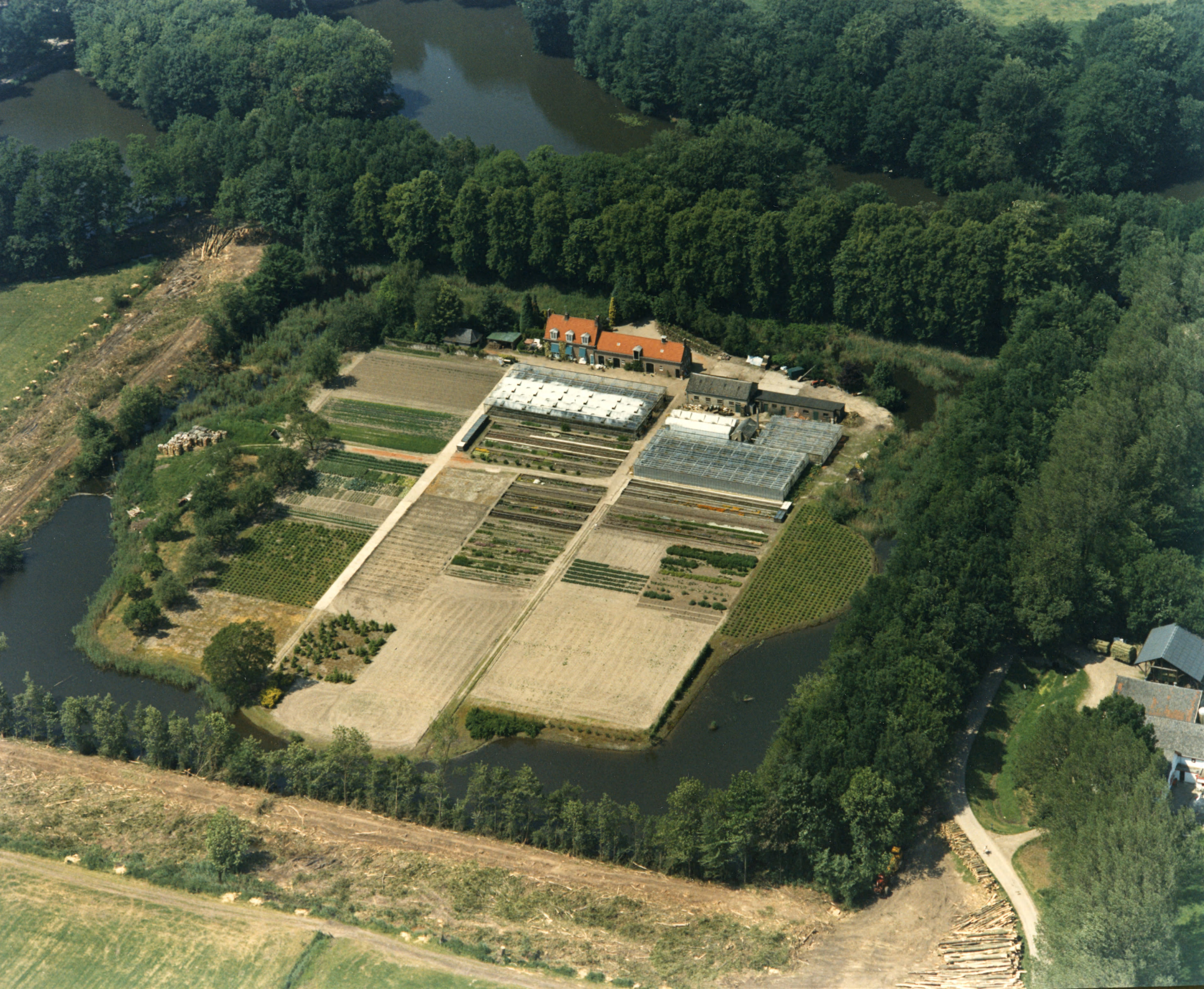
Overhagen in 1986

## Beschrijving
Het middeleeuwse kasteel was omgeven door een slotgracht. Een dijk beschermde het kasteel tegen de rivier de IJssel en maakte het tevens mogelijk het waterpeil van de gracht te reguleren. Overhagen stond op het zuidelijke gedeelte van het tegenwoordige kasteelterrein, dat in de middeleeuwen een totale afmeting had van 60 bij 60 meter. Het kasteel zelf was een vierkante woontoren met dikke muren. De toegang bevond zich aan de zuidzijde.

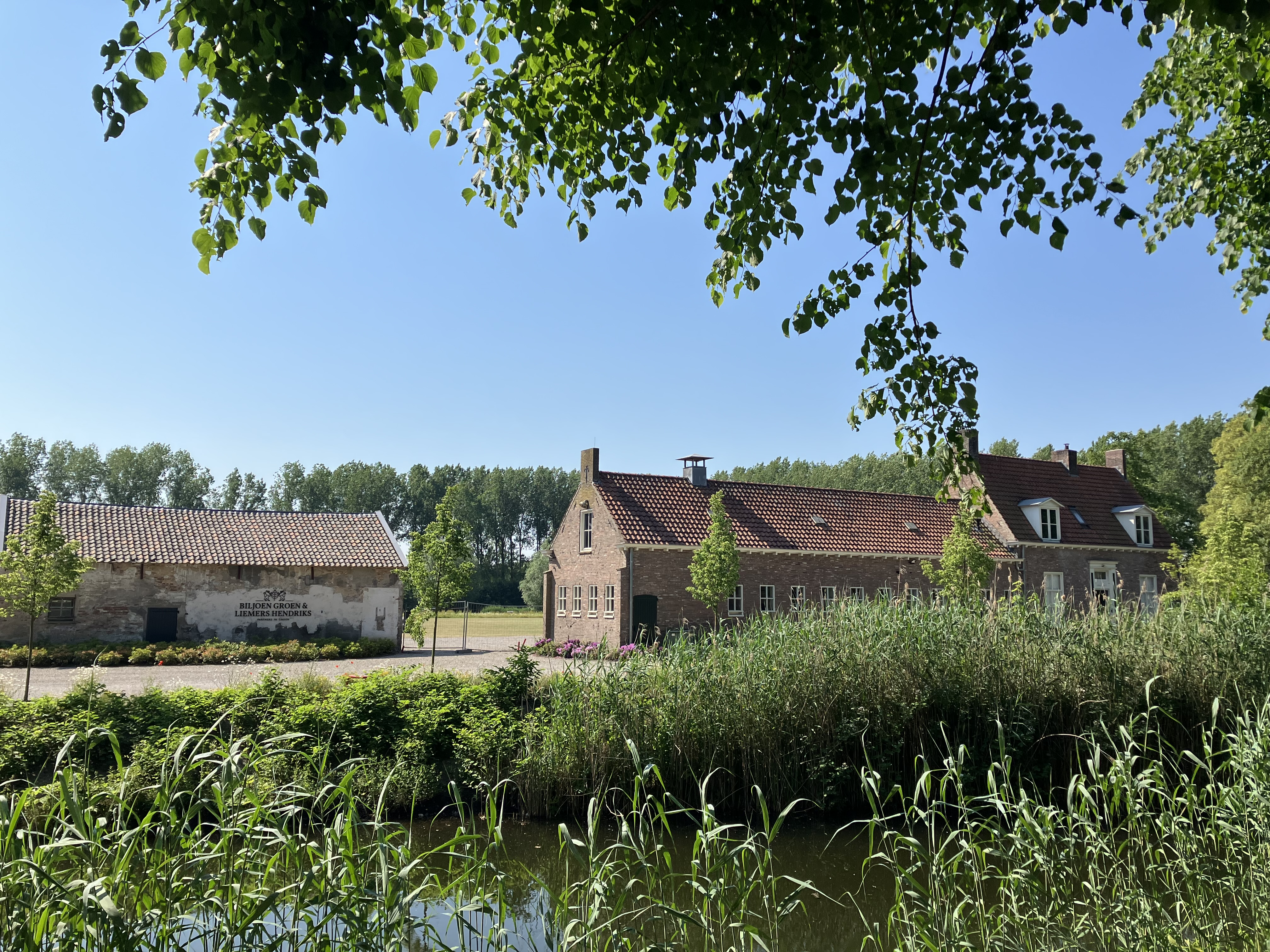
Overhagen (2023)

In de 17e eeuw was het kasteelterrein flink vergroot en had het de vorm van een barokke vierpas gekregen, waarschijnlijk in opdracht van Hendrik van Nassau. Een kaart uit 1651 toont deze vierpas, maar laat geen bebouwing zien; wellicht had Hendrik wel plannen voor een nieuw buitenhuis, maar maakte zijn overlijden een einde aan dit voornemen. Eind 17e eeuw is er alsnog een eenvoudig huis gebouwd door de familie Huygen, waarschijnlijk bedoeld als jachthuis. Een tekening uit 1730-1740 toont een deels in vakwerk uitgevoerd huis, bestaande uit een woongedeelte en een schuur of stalling met poort; het zadeldak werd aan één zijde afgesloten door een trapgevel. Een latere tekening laat een gebouw zien met een schilddak en klokkentorentje.
Vanwege ernstige schade tijdens de Tweede Wereldoorlog werd in 1947 het huis in historiserende stijl herbouwd. Hierbij zijn delen van het oudere (17e-eeuwse) metselwerk behouden. Ook de oorspronkelijke kelder is behouden.
Aalst · Aardenburg · Acquoy · Aerdt · Agistaldaburg · Ahof · Aldenhaag · Aller · Ambe · Ammersoyen · Ampsen · Andelst · Angeroyen · Appelburg · Appelse walburg · Appeltern · Arler · Baak · Babberich · Baer · Baerle · Bakerbosch · Balgoij · Barlham · Batenburg · Beek · Beerenclaauw · Bemmel · Bevervoorde · Bergh · Biljoen · Bingerden · Blankenborg (Laren) · Blankenborg · Blauwe Huis · Blokhuis (Ravenswaaij) · Boelenham · Boetselaersborg · Borculo · Boswaai · Brakel · Den Brakel · Den Bramel · Bredevoort · Broekhuizen · Bronkhorst · Bruchem · Bruinhorst · Brunsberg · Bulkestein · Bunswaard · Burcht van Tiel · Buren · De Buurse · Byland · Byvanck · Caetshage · Camphuysen · De Cannenburch · de Cloese · Coldenhove · Culemborg · Dedinckweerd · Delwijnen · Didam · Diepenbroek · Hof te Dieren · Huis Dijck · Dikke Tinne · Doddendaal · Dodewaard · Doornenburg · Doornik · Doorwerth · Dooyenburg · Dorth · Doseburg · Drakenburg · Dreumel · Druten · Duivelshuis · Eerbeek · De Ehze · Elburg · Eldrik · Emmerik · Engelenburg · Groot Engelenburg · Engelrode · Enghuizen · Enspijk · De Essenburgh · Essenpas · Est · Fokkinck · Gameren · Geerestein · Geldermalsen · De Gelderse Toren · Geldersweerd · Gellicum · Gendt · Gennepestein · Glindhorst · Goudenstein · ‘s-Grevenhoef · Groot Hell · Groenlo · Groesbeek · Huis te Groesbeek · Grunsfoort · Gulden Spijker · Hackfort · Hackforts Veenhuis · Hagen · Hagevoort · Hamerden · Hanepol · Harreveld · Harslo · Hassink · Het Haveke · Hedel · Heeckeren · De Heegh · Hees · De Heest · Hellouw · Hemmen · Hernen · Motte van Hernen · Heumen · Heusden · Hoekelum · Hoekenburg · De Hoeve · De Hof · Hof d'Ooy · Hof van Arkel · Huis het Holt · Holthuis · Het Holtslag · Ter Horst · Houberg · St. Hubertus · Huissen · Hulhuizen · Hulkestein · Hulsen · Hunneschans bij De Duno · Hunneschans bij Uddel · Jonker Bloo · 't Joppe · De Kamp · Karssenberg · Kemnade · Keppel · Kermestein · Kernhem · Kervel · Kiefskamp · De Kinkelenburg · Klein Enghuizen · Kleverburg · Kortenhoeve · Laag Helbergen · Lakenburg · Landfort · Langen · Latenstein · De Lathmer · Lathum · Ter Lede · Leegpoel · Leemcuyl · Leeuwen · Leeuwenbergh · Lensenburg · Lent · Leur · Leuvenum · Leyenburg · Lichtenvoorde · Lievenstein · Loenen · Loevestein · Loil · Loowaard · Luynhorst · Hof te Maasbommel · Magerhorst · Malburgen · Malderburcht · Malsen · Manhorst · Marhulsen · De Marsch · Marveld · Mathena · Maurik · Medel · Medestein · 't Medler · Meinerswijk · De Mellard · Mensink · Mergelp · Meteren · 't Meyerink · Middachten · Millingen · Mussenberg · Nagelhorst · Nederhagen · Nederhemert · Neerijnen · Huis Neerijnen · De Nesch · Nettelhorst · Nieuwe Blokhuis ·  Nijburg · Nijenbeek · Old Putten · Notenstein · Nye Huis · Olde Spijker · Oldenaller · Oldenhof (Driel) · Oldenhof (Heteren) · De Ooij · Oolde · Oud Oolde · Oosterhout · Ophemert · Opijnen · Oud Ampsen · Oude Blokhuis · Het Oude Loo · Oude Voorst · Oudenborch · Oud-Wisch · Huis te Overasselt · Overeng · Overhagen · Overlaar · 't Oye · Palmestein · De Parck · Persingen · Plekenpol · Ploen · Pluimenburg · Poederoijen · Poelwijck · Poelwijk · De Pol (Dreumel) · Huis de Poll (Huis te Gietelo) · De Poll (Huissen) · Pollenbering · Pollenstein · Puttenstein · Het Raasink · Ravenhorst · De Rees · Ressen · Reuversweerd · Reygersfoort · Rhijnestein · Huis Rijswijk · Rode Toren · Roode Wald · Rosande · Rosendael · Rossum · Rumpt · Ruurlo · Rijsselt · Schadewijk · Schaffelaar · Scherpenzeel · Schoonbroek · Schoonderbeek · Schoonenburg · Schuilenburg · Schuilkerke · Hof te Seelbeek · Sevenaer I · Sevenaer II · Sinderen (Oude IJsselstreek) · Sinderen (Voorst) · Slangenburg · Sleeburg · Slimsijp · De Snor · Soelen · Spaansweerd · Spaldorp · Spijk · Staverden · Sterkenburg · Swanepol · Tarthorst · Teisterbant (Kerk-Avezaath) · Teisterbant (Kerkdriel) · Ter Dicke · Tolhuis · Tolhuis (Tiel) · Tollenburg · Tongerlo · Toren van Wely · Tuil · Ubbergen · Uilenburg (Ewijk) · Uilenburg (Heteren) · Ulenpas · Ulft · Upladen · Valburg · Valkhofburcht · Valkhofpalts · Vanenburg · Varik · Hof te Varsseveld · 't Velde · Velhorst · Verwolde · Vierakker · De Voorst · Voorstonden · Vorden · Vosbergen · Vredenburg · Vredestein (Driel) · Vredestein (Ravenswaaij) · Vuren · Waardenburg · Waddestein · Wadenoijen · Waede · Wageningen · Walfort · 't Waliën · De Wardt · Watergoor · Watermeerwijk · Wayenstein (Huis te Herwijnen) · Well (Huis van Malsen) · Weijenrade · Westenburg · Westerholt · Weurt · De Wiersse · Wijenburg (Echteld) · De Wildenborch · De Wildt · Wilp · Wilperhorst · Winssen · Wisch · Wychen · Wolfswaard · Woolbeek · Yrst · IJzendoorn · Zeeland · Zilveren Spijker · Zuilichem · Zwaluwenburg · Zwanenburg (Heerde) · Zwanenburg (Megchelen)